# Transua
Transua este o comună din regiunea Gontougo, Coasta de Fildeș.